# Vinelz
Vinelz (fr. Fenis) – gmina (niem. Einwohnergemeinde) w Szwajcarii, w kantonie Berno, w regionie administracyjnym Seeland, w okręgu Seeland. Leży nad jeziorem Bielersee.

## Demografia
W Vinelz mieszka 878 osób. W 2020 roku 9,3% populacji gminy stanowiły osoby urodzone poza Szwajcarią.